# Mr. Hankey the Christmas Poo (песня)
Mr. Hankey the Christmas Poo — вышедший в 1999 г. сингл на основе сериала «Южный парк». Вошедшая в него песня посвящена одному из персонажей сериала, мистеру Хэнки.
Песня впервые прозвучала в своём раннем варианте в эпизоде «Южного парка» «Мистер Хэнки, рождественская какашка», а в «Классические рождественские песни от мистера Хэнки» она прозвучала в этой версии. В качестве исполнителя песни на альбоме «Mr. Hankey's Christmas Classics» указан «Ковбой Тимми» (англ. Cowboy Timmy); на самом деле исполняющий песню персонаж основан на герое Фреда Астера из рождественской телепередачи Santa Claus Is Coming to Town. Его и других «поющих» в песне персонажей озвучили создатели «Южного парка» Трей Паркер и Мэтт Стоун.